# Transport ferroviaire en Finlande
 (octobre 2022).
Plan
Le transport ferroviaire en Finlande est le principal acteur des transports en commun de Finlande.
En Finlande, le trafic ferroviaire est géré par le groupe public VR-Yhtymä Oy (VR) et le réseau ferroviaire est entretenu par l'Agence des infrastructures de transport de Finlande qui dépend du Ministère des Transports et des Communications.

## Histoire
La construction de voies ferrées a commencé relativement tard en Finlande. La première ligne a été ouverte le 31 janvier 1862 entre Helsinki et Hämeenlinna et était déjà exploitée par la compagnie VR. Une ligne vers Saint-Pétersbourg fut ouverte en 1870 qui permettait de relier Helsinki à la capitale russe dont dépendait alors le Grand-duché de Finlande. Ainsi, l'écartement large de 1524 mm (à comparer à l'écartement standard européen de 1435 mm) alors en vigueur dans l'empire russe a été adopté.
La construction du réseau s'est poursuivie avec l'ouverture de la liaison Helsinki - Hämeenlinna - Toijala - Tampere le 22 juin 1876 et de la branche Toijala - Turku, reliant ainsi les trois plus grandes villes du pays. Le développement du réseau vers le nord du pays a continué par la mise en place en 1878 d'une ligne Tampere - Haapamäki - Seinäjoki - Vaasa et par la construction du tronçon Vaasa - Oulu six ans plus tard. Rovaniemi, la capitale de la Laponie, n'a cependant été reliée au réseau qu'en 1909.
De nombreuses lignes ont été ouvertes au cours du XXe siècle, en particulier des sections importantes comme la ligne Parkano - Seinäjoki dans les années 1970 qui a permis de raccourcir considérablement la durée des trajets entre le sud et le nord du pays.
Un grand programme d'électrification en 25 kV 50 Hz a été mis en place en 1968. La première section électrifiée entre Helsinki et Kirkkonummi a été mise en service en 1969.
Le gouvernement annonce des études pour procéder au de changement de l'écartement du réseau national pour le basculer de 1524 mm vers le standard de 1435 mm. Le premier plan serait d'adapter au 1435 mm la ligne de Kemi jusqu'à la frontière Suédoise à l'horizon 2030. Pour le reste du réseau, l'Etat se donne jusqu'en 2027 pour étudier cette question.

## Réseau ferré finlandais
Le transport ferroviaire finlandais est basé sur un réseau de 5740 km de lignes à écartement des rails au standard Russe (1524 mm) dont 2620 km sont électrifiées en courant alternatif 25 kV 50 Hz.

## Transport de passagers et de fret

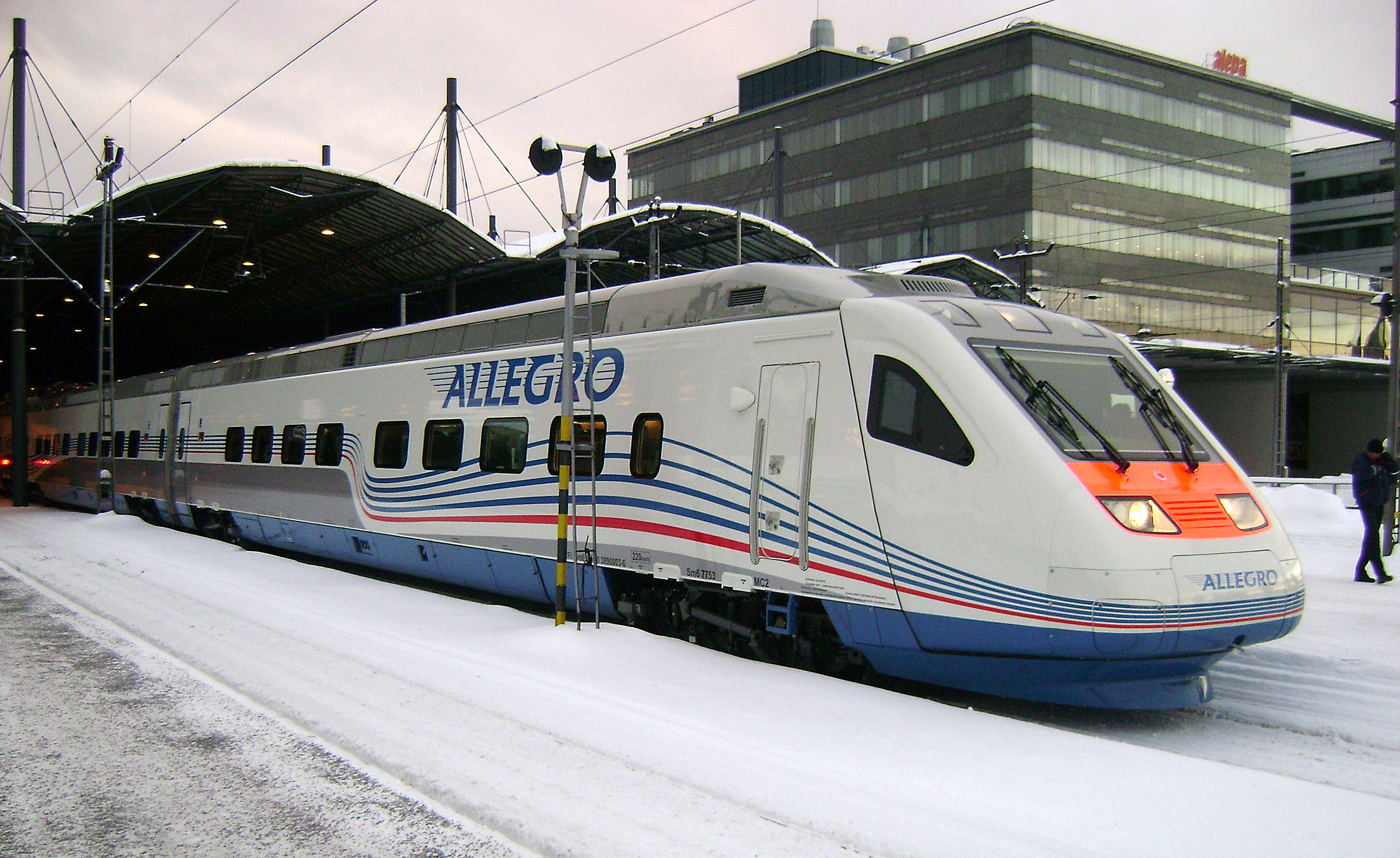
Un Allegro voyageant entre Helsinki et Saint-Pétersbourg.

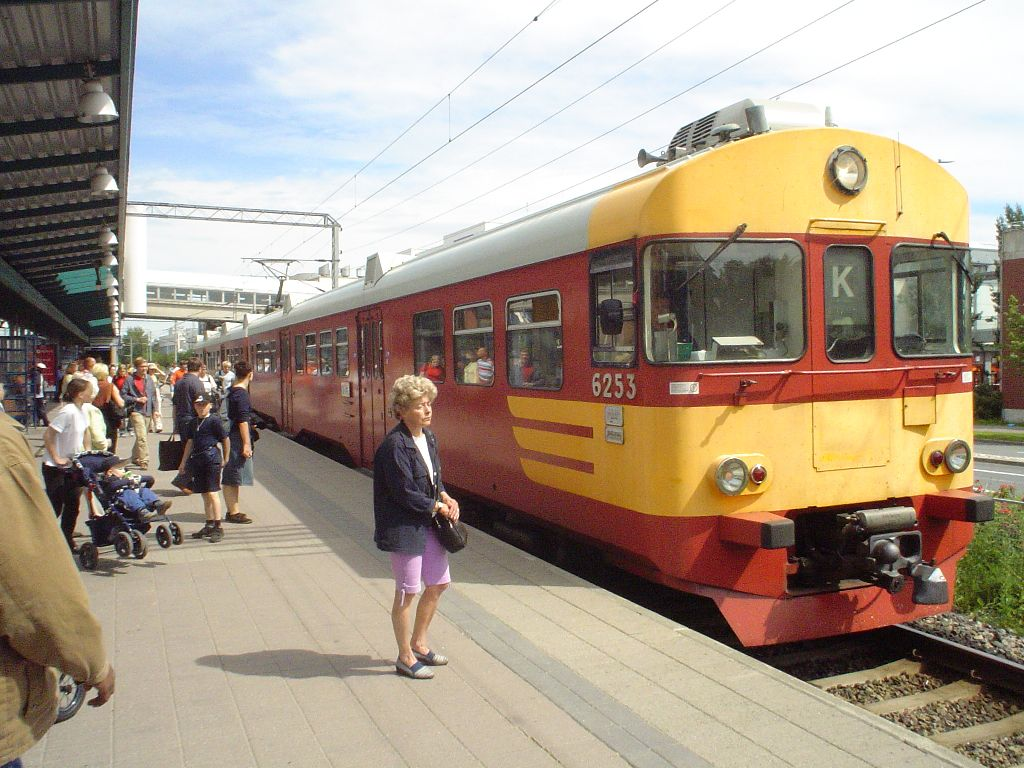
Un Sm2 à la gare de Malmi.

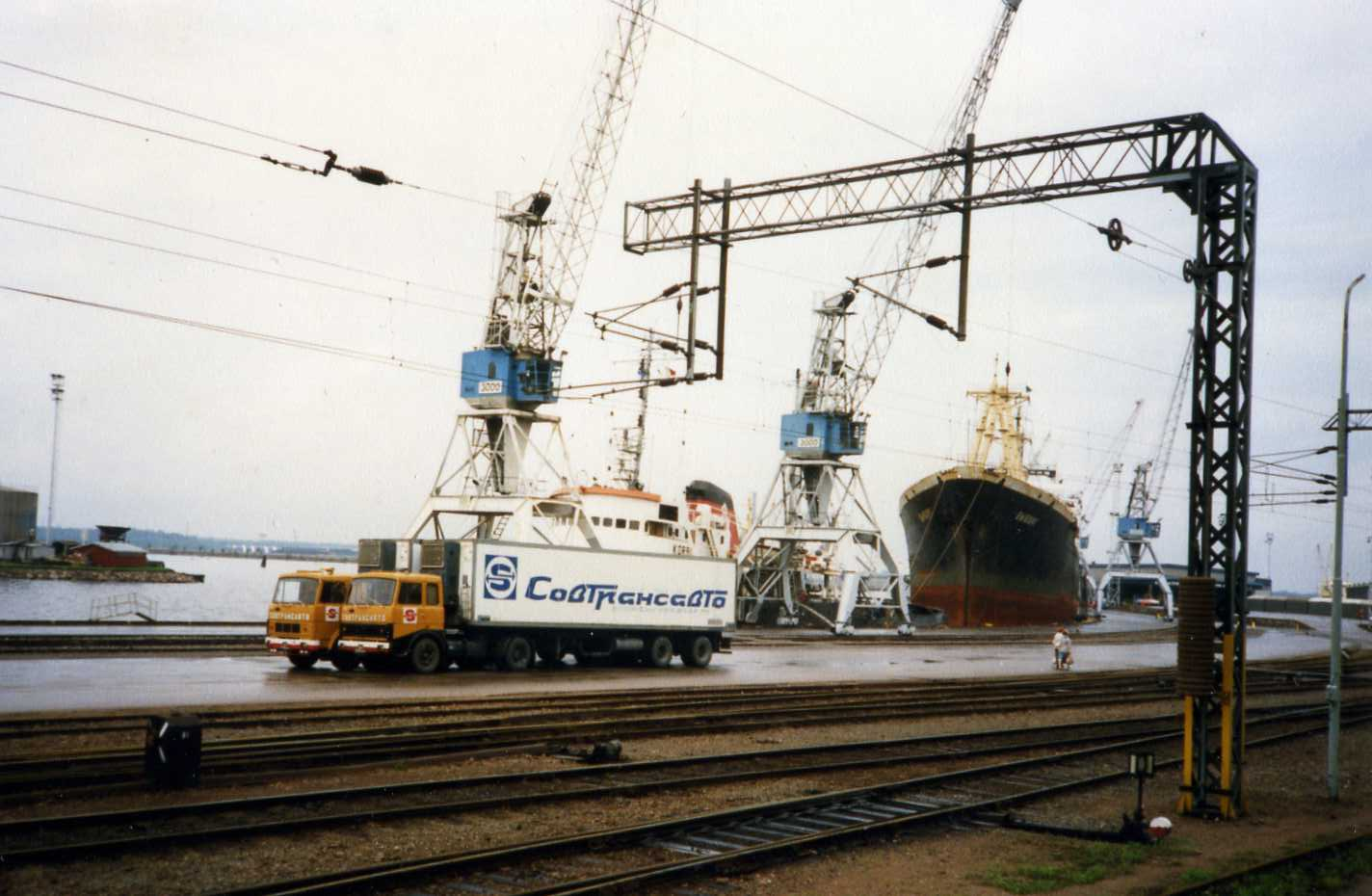
Camion dans le port de Kokkola.

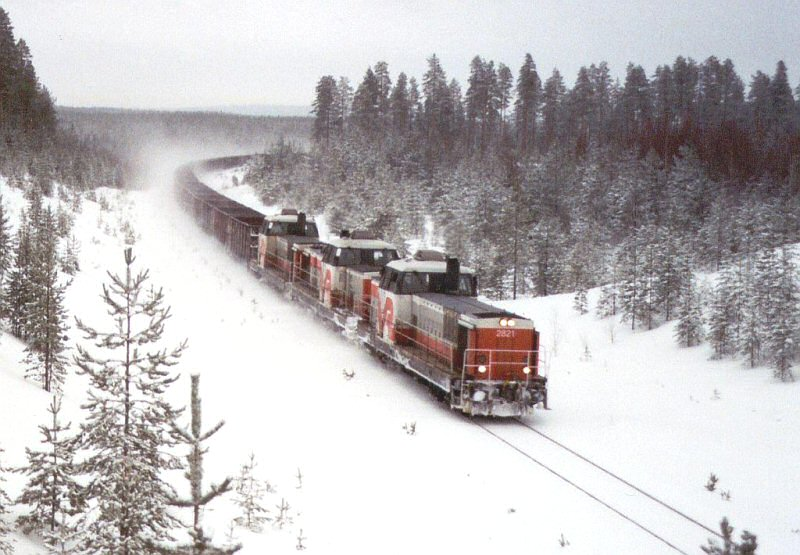
Train entre Vartius et Raahe.

En 1996, le transport de passagers en Finlande est réparti entre les différents moyens de transports de la façon suivante :
- Transport automobile : 79,4 %
- Transport par cars/autobus : 12,6 %
- Chemin de fer (VR) : 5,2 %
- Transport aérien : 1,2 %

Toutefois, le nombre absolu de voyageurs a augmenté, mis à part pendant la crise économique du début des années 1990. Rien qu'en 1996 le nombre de voyageur-kilomètre a ainsi augmenté de 2,2 %. Quant au transport de marchandises, il s'est surtout développé entre 1960 et 1998, sans subir de régression pendant la crise économique.

### Évolution du transport de 1960 à 1998
Le tableau suivant présente l'évolution du transport de voyageurs et de marchandises entre 1960 et 1998 :
| Année | Voyageurs (1) | Fret (2) |
| ----- | ------------- | -------- |
| 1960  | 2,3           | 4,9      |
| 1970  | 2,2           | 6,3      |
| 1980  | 3,2           | 8,3      |
| 1982  | 3,3           | 8,0      |
| 1983  | 3,3           | 8,1      |
| 1990  | 3,3           | 8,4      |
| 1995  | 3,2           | 9,3      |
| 1998  | 3,4           | 9,9      |

### Évolution du transport de 2003 à 2013
Le tableau suivant présente l'évolution du transport de voyageurs et de marchandises entre 2003 et 2013 :
| Année | Voyageurs (1) | Fret (2) |
| ----- | ------------- | -------- |
| 2003  | 2,642         | 10,047   |
| 2004  | 2,654         | 10,105   |
| 2005  | 2,744         | 9,706    |
| 2006  | 2,801         | 11,060   |
| 2007  | 2,951         | 10,434   |
| 2008  | 3,164         | 10,777   |
| 2009  | 3,006         | 8,872    |
| 2010  | 3,073         | 9,750    |
| 2011  | 3,003         | 9,395    |
| 2012  | 3,131         | 9,275    |

- (1): En milliards de voyageurs-kilomètres
- (2): En milliards de tonnes-kilomètres

### Évolution du transport de passagers de 2009 à 2020
| Année    | Total  | longue distance | national longue distance | inter- national | local  |
| -------- | ------ | --------------- | ------------------------ | --------------- | ------ |
| 2009     | 67 555 | 13 116          | 12 766                   | 350             | 54 439 |
| 2010     | 68 950 | 13 399          | 13 053                   | 346             | 55 551 |
| 2011     | 68 376 | 13 274          | 12 832                   | 443             | 55 102 |
| 2012     | 69 331 | 13 650          | 13 155                   | 495             | 55 681 |
| 2013     | 69 318 | 13 558          | 12 960                   | 598             | 55 760 |
| 2014     | 68 262 | 12 875          | 12 358                   | 517             | 55 387 |
| 2015     | 75 952 | 12 343          | 11 915                   | 428             | 63 609 |
| 2016     | 82 115 | 12 047          | 11 595                   | 452             | 70 068 |
| 2017     | 85 703 | 13 012          | 12 464                   | 548             | 72 691 |
| 2018     | 87 502 | 13 584          | 13 032                   | 552             | 73 918 |
| 2019     | 92 801 | 14 925          | 14 286                   | 639             | 77 877 |
| 2020     | 59 550 | 8 141           | 8 022                    | 118             | 51 409 |
| Sources: |        |                 |                          |                 |        |

## Biographie
- (fi) Mikko Alameri, Suomen rautatiet, Verlag Josef Otto Slezak, 1979, 192 p. (ISBN 3-900134-52-9).
- (en) F 6/2009 Finnish Network Statement 2011, RHK, 15 décembre 2009, PDF (ISBN 978-952-445-318-9, ISSN 1797-7037, lire en ligne).
- (en) Network Statement 2012, Liikennevirasto, 2010 (ISBN 978-952-255-603-5, ISSN 1798-8284, lire en ligne).
- (fi) Heidi Kymäläinen, Yhteiseurooppalaiseen junaliikenteen hallintajärjestelmään siirtymisen riskien arviointi, Liikennevirasto, 2010 (ISBN 978-952-255-601-1, ISSN 1798-6656, lire en ligne).